# David Pérez Barrachina
David Pérez Barrachina, més conegut amb el nom artístic d’Erm, és un músic català. Va debutar el 2005 amb un disc autoproduït de títol homònim que transitava entre el pop d'autor i l'electrònica lo-fi i en el qual destacaven unes lletres iròniques i sensibles. Dos anys després, publicava el seu segon treball, Manifest Líquid (2007), un disc on la presència del llenguatge electrònic s'havia matisat per donar pas a un so més orgànic que preludiava l'arribada del seu treball més aclamat : L'home que gira (2010). Pop d'autor amb subtils arranjaments, unes estructures treballades i uns textos que mantenien, però, els trets distintius del seu debut : acidesa, ironia i un hàlit poètic no exempt d'un pòsit de malenconia. Amb Història certa d'Abel Costafreda (2014) l'autor dona un gir de 180 graus en la seva discografia per presentar un àlbum conceptual basat en un personatge de ficció.